# رود پلس
رود پلس (روسی: Пелес) یک رودخانه در سرزمین پرم کشور روسیه است.